# Association finlandaise de football
L'Association finlandaise de football (Suomen palloliitto (fi) SPL, suédois : Finlands Bollförbund) est une association regroupant les clubs de football de Finlande et organisant les compétitions nationales et les matchs internationaux de la sélection de Finlande.
La fédération nationale de Finlande est fondée en 1907. Elle est affiliée à la FIFA depuis 1908 et est membre de l'UEFA depuis sa création en 1954.
Présidée par Sauli Niinistö à partir de novembre 2009, ce dernier se retire en février 2012 après son élection à la Présidence de la République. Le vice-président Markku Lehtola assure l'intérim jusqu'en octobre 2012.